# Алексия (заболяване)
Вижте пояснителната страница за други значения на Алексия.
Алексия (на гръцки: alēxis) е нарушена или загубена способност за четене при запазено зрение поради поражения в лявото полукълбо на главния мозък. Често алексията е комбинирана със загуба на способността да се пише (аграфия) и нарушение на речта (афазия). В зависимост от областта на поражение на кората на главния мозък има различни форми на алексия.
Алексията е резултат от мозъчни лезии в определени мозъчни части и поради това принадлежи към групата на придобитите разстройства на четенето в противоположност на дислексията, която се открива при деца, които имат трудности в научаването да четат.